# 個人情報保護審査会
個人情報保護審査会（こじんじょうほうほごしんさかい）は、請求人からの不服申立の提出等に際し、実施機関の諮問に応じて審査を行い、その実施機関の長に答申する機関である。

## 概要
個人情報保護にかかる法や条例の施行によって、「個人情報によって特定される個人」である本人から個人情報の開示や訂正の請求を行うことができるようになった。
請求に対する行政機関の決定は行政処分に該当することから、決定に不服のある請求者は行政不服審査法に基づき不服申立をすることができる。行政不服審査法は審査会の設置を求めていないが、個人情報保護制度では不服申立があれば、行政機関の決定について審査する機関として審査会を設置し、審査会への諮問・答申を経てから不服申立への決定・裁決をすることとしている。これは、制度整備が先行した情報公開制度を踏襲したものである。
また、個別の不服申立案件の審査とは別に個人情報の取り扱い一般について審議を要することがあり、そのために審査会とは別に個人情報保護審議会が設置されている自治体がある。一方で、審査会が審議会の役割を兼ねている自治体もある。

## 根拠法（条例）
国においては2005年(平成17年)4月1日に施行された個人情報保護法関連五法のうちの1法である情報公開・個人情報保護審査会設置法に基づき情報公開・個人情報保護審査会が設置された。
これに倣い、地方公共団体においても、情報公開にかかる審査も行う「情報公開・個人情報保護審査会」として設置されている例が多いが、関連五法の制定以前より審査会を設置している自治体では、情報公開の審査会とは別に個人情報保護の審査会を設置していることも多い。また神奈川県や東京都では、重要な事項を審査する機関として、個人情報保護の審査会を別に設置している。
なお、地方公共団体における審査会設置は、情報公開条例・個人情報保護条例・審査会設置条例などに根拠を求めることができる（団体によって異なる）。

## 会議の公開
会議は基本的に傍聴は不可とされているが、一部の自治体では個人情報を除いて審議事項を議事録の形で公開する形をとっているところもある。

## 情報公開・個人情報保護審査会
- この節で、情報公開・個人情報保護審査会設置法は条数のみ記載する。

設置及び組織
設置(2条)
不服申立てについて調査審議するため、総務省に置く。
組織(3条)
審査会は、委員15人をもって組織し非常勤とする。ただし、そのうち五人以内は、常勤とすることができる。
委員(4条)
内閣総理大臣が、両議院の同意を得て任命し、任期は3年である。
調査審議(6条)
審査会は、その指名する委員3人をもって構成する合議体で、不服申立てに係る事件について調査審議する。
審査会の調査審議の手続
審査会の調査権限(9条)
- インカメラ審理（1項）
審査会は、必要があると認めるときは、諮問庁に対し、行政文書等又は保有個人情報の提示を求めることができる。この場合においては、何人も、審査会に対し、その提示された行政文書等又は保有個人情報の開示を求めることができない。